# Noblella
Noblella is een geslacht van kikkers uit de familie Strabomantidae. De groep werd voor het eerst wetenschappelijk gepubliceerd door Thomas Barbour in 1930.
Er zijn zeventien soorten, inclusief enkele soorten die pas recentelijk zijn ontdekt. Een voorbeeld is Noblella mindo waarvan de wetenschappelijk naam voor het eerst werd gepubliceerd in 2021.
Alle soorten komen voor in delen van Zuid-Amerika, in de landen Ecuador en Peru. Sommige soorten werden vroeger tot het geslacht Eleutherodactylus gerekend.
Kikkers uit het geslacht Noblella blijven klein tot ongeveer een centimeter. Van een aantal soorten is bekend dat ze overdag actief zijn. De kikkers leven in de strooisellaag van het bos.

## Soorten
Geslacht Noblella
- Noblella carrascoicola (De la Riva & Köhler, 1998)
- Noblella coloma Guayasamin & Terán-Valdez, 2009
- Noblella duellmani (Lehr, Aguilar & Lundberg, 2004)
- Noblella heyeri (Lynch, 1986)
- Noblella lochites (Lynch, 1976)
- Noblella losamigos Santa Cruz, von May, Catenazzi, Whitcher, López Tejeda & Rabosky, 2019
- Noblella lynchi (Duellman, 1991)
- Noblella madreselva Catenazzi, Uscapi & von May, 2015
- Noblella mindo Reyes-Puig, Guayasamin, Koch, Brito-Zapata, Hollanders, Costales & Cisneros-Heredia, 2021
- Noblella myrmecoides (Lynch, 1976)
- Noblella naturetrekii Reyes-Puig, Reyes-Puig, Ron, Ortega, Guayasamin, Goodrum, Recalde, Vieira, Koch & Yánez-Muñoz, 2019
- Noblella personina Harvey, Almendáriz, Brito-M., and Batallas-R., 2013
- Noblella peruviana (Noble, 1921)
- Noblella pygmaea Lehr & Catenazzi, 2009
- Noblella ritarasquinae (Köhler, 2000)
- Noblella thiuni Catenazzi & Ttito, 2019
- Noblella worleyae Reyes-Puig, Maynard, Trageser, Vieira, Hamilton, Lynch, Culebras, Kohn, Brito & Guayasamin, 2020

Bahius ·
Barycholos ·
Bryophryne ·
Euparkerella ·
Holoaden ·
Microkayla ·
Noblella ·
Psychrophrynella ·
Qosqophryne